# Cathédrale de Hamar
La cathédrale de Hamar est une cathédrale, aujourd'hui en ruine, situé à Hamar, en Norvège.
La cathédrale fut construite entre 1152 et 1200. À l'origine d'architecture romane, elle fut par la suite convertie dans le style gothique. La cathédrale fut détruite en 1567 par l'armée de Suède lors de la guerre nordique de Sept Ans. Aujourd'hui, les restes du bâtiment font partie du Musée Hedmark (en) (Hedmarksmuseet) et sont protégés par une structure moderne qui lui vaut le surnom de « Double cathédrale ».

## Galerie

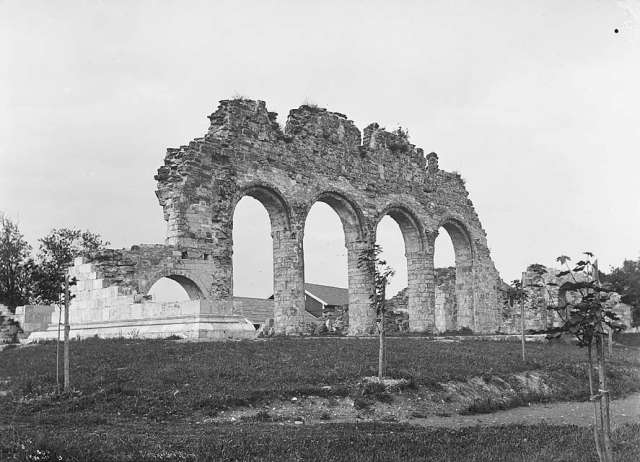
Photographie datant des années 1890.
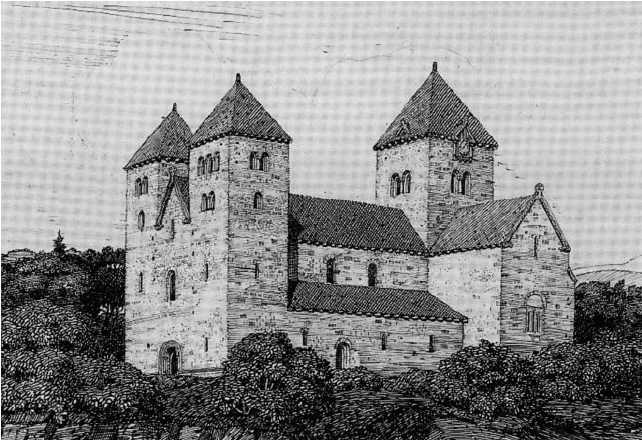
Dessin d'Olaf Nordhagen (en).